# Nierczinskij Zawod
Nierczinskij Zawod (ros. Нерчинский Завод) – wieś w Rosji, w Kraju Zabajkalskim, ośrodek administracyjny rejonu nierczinsko-zawodzkiego. W 2010 liczyła 2842 mieszkańców.